# Tidjikja
Tidjikja (arabisch تجكجة, DMG Tiǧikǧa, auch Tižigža) ist die Hauptstadt der Verwaltungsregion Tagant im südlichen Zentrum Mauretaniens. Die Oasensiedlung in der westlichen Sahara liegt am Rand einer der größten Dattelpalmenhaine des Landes. Während der französischen Kolonialzeit wurde das vormalige Dorf zu einem Militärstützpunkt und Verwaltungszentrum ausgebaut.

## Geographische Lage
Der Hauptort der Gemeinde Tidjikja liegt 480 Kilometer östlich von Nouakchott auf etwa 398 m Meereshöhe im Zentrum des Tagant-Plateaus, einer ringsum von einem Steilanstieg begrenzten vegetationsarmen Hochfläche (hassania: ḍhar), die aus festen Sandebenen, Hammada, Bereichen mit Sanddünen (Erg) und einzelnen felsigen Erhebungen besteht. Das Gemeindegebiet hat eine Fläche von 3929 km² und liegt im Zentrum des Plateaus. Die Südgrenze der Gemeinde folgt dem unregelmäßigen Verlauf der steilen Abbruchkante des Plateaus, während die anderen Grenzen wie mit dem Lineal gezogen sind.
An der Abbruchkante des Tagant-Plateaus liegt das Ursprungsgebiet des Oued Tidjikja, der sich in allgemeiner Nordwestrichtung rund 110 Kilometer weit durch das Gemeindegebiet hinzieht und in das Plateau eintieft. In seinem Tal reihen sich nicht nur etliche Oasen aneinander, sondern auch der Hauptort ist an diesem Wadi gelegen. Er trennt einen Altstadtteil im Norden von einem neueren Teil im Süden und umschließt dabei mit zwei Armen auf 2000 Meter Länge eine Art Insel, die ebenfalls besiedelt und vor allem begrünt ist.
Der Hauptort wird im Nordosten von einem Felshügel überragt, dem 450 m hohen Râs Aderg(?). Zu den übrigen Seiten dehnen sich flach gewellte Sanddünen und feste Sandebenen mit vereinzelten Akazien aus. Die Dattelpalmenhaine liegen in Grundwassernähe als schmale Streifen entlang des Trockentals im Osten der Stadt. Das Wasser wird überwiegend mit Ziehbrunnen (Schaduff) eimerweise von Hand hochgezogen. An wenigen Stellen wird auf kleinen bewässerten Parzellen Gemüse angebaut. Außerhalb der Oasengärten ist in einer erdfeuchten Senke im Anschluss an die bis September/Oktober dauernde Regenzeit der unbewässerte Anbau von Hirse möglich.

## Stadtbild
Eine Ruine der alten französischen Kolonialverwaltung liegt im neueren Ortsteil westlich der Straße. Das annähernd quadratische Gebäude aus mit Lehm vermörtelten Feldsteinen hat im Grundriss zwei langrechteckige Raumfolgen, die zu beiden Seiten eines Mittelgangs liegen und von einem Arkadengang an allen vier Seiten umgeben sind. Diese klimagerechte Bauweise findet sich bei den heutigen Verwaltungsgebäuden an der Hauptstraße nicht mehr.

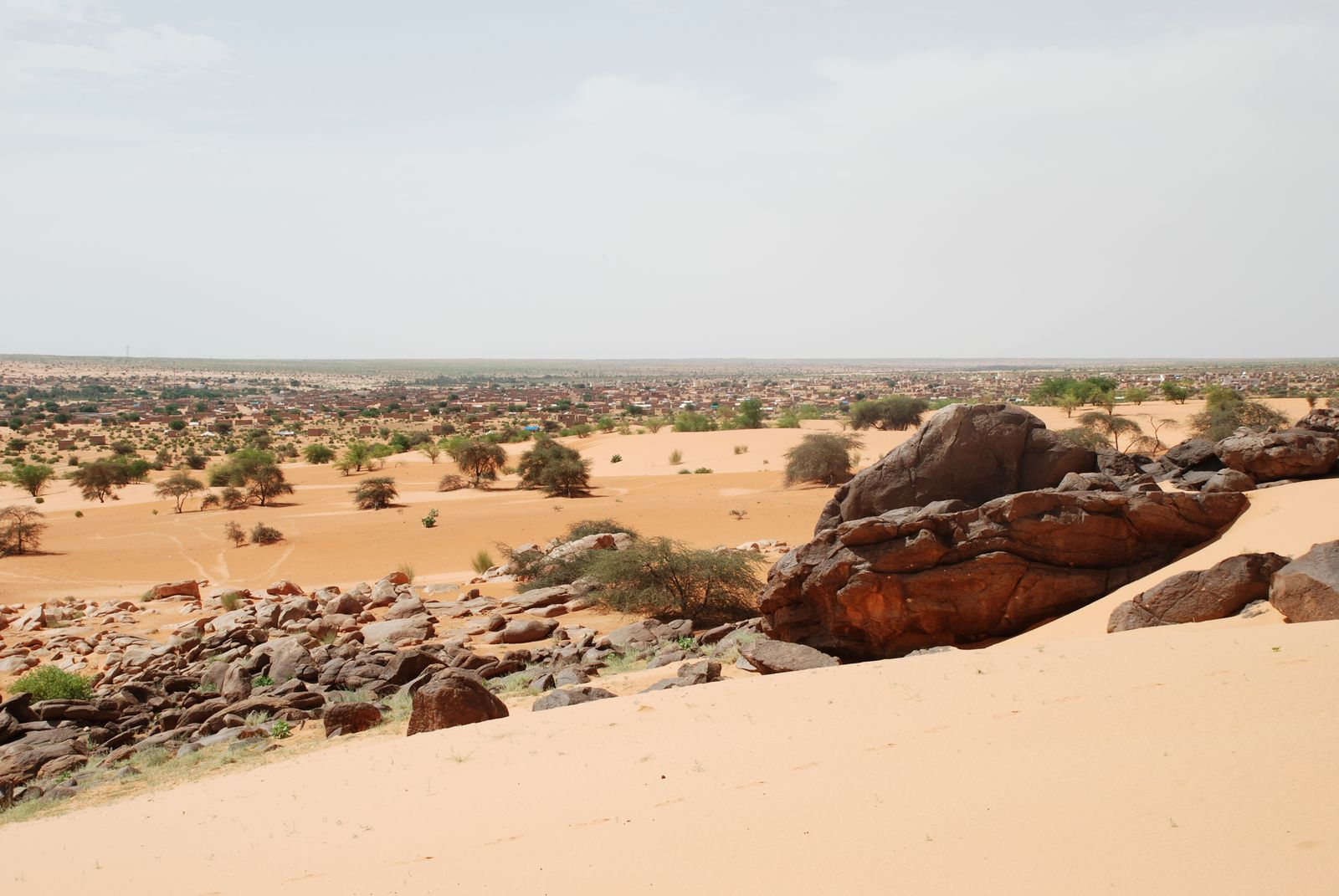
Von Felshügel im Nordosten über die Stadt

Jenseits des Trockentals (Oued) im alten Ortsteil biegt eine Straße rechts ab und führt an der Haltestelle für Sammeltaxen (taxi brousse) vorbei ins Marktzentrum. Der Markt ist vormittags geschäftig, das Angebot an Lebensmitteln und Haushaltswaren ist jedoch bescheiden. Es gibt noch eine aus der nomadischen Lebensweise stammende Tradition in der Herstellung von Lederwaren. Einige Läden bieten die weit verbreiteten Armlehnkissen (Surmije), kleine Tabaksbeutel (Beit) und die selten gewordenen Männerreitsättel für Kamele (Rahla) an. Nordöstlich des Zentrums befindet sich eine großzügig geplante regionale Hochschule.
Die Wohnhäuser sind überwiegend eingeschossig und bestehen aus lehmverputzten Feldsteinen oder bei neuen Häusern aus Zementhohlblocksteinen. Zur Straße sind die Häuser meist fensterlos, die Wohnräume gruppieren sich um einen von einer hohen Mauer umgebenen Innenhof, über den Licht durch die offenen Türen dringt.
Aus dem 17. Jahrhundert stammt eine Moschee, von der nach mehreren Umbauten das über die Ladengeschäfte des Marktes hinausragende Minarett zu sehen ist. Näher am Oued ist eine Gebäuderuine erhalten, die in ihrer Fassade mehrere dreieckige Nischen aus aufgestellten Steinplatten enthält; ein altes Schmuckmotiv, das auch in Tichitt zu sehen ist und sich bis vor wenigen Jahrzehnten noch häufiger an Fassaden, besonders über den Eingangstüren und an Innenwänden fand.

## Bevölkerung
Die Bevölkerungszahl der Gemeinde hat in den Jahren 2000 bis 2023 von 13.532 auf 19.386 Einwohner zugenommen. Der Hauptort selbst hat 17.086 Einwohner (2023).

## Geschichte
Steinzeitliche Fundplätze belegen, dass das Plateau im 1. Jahrtausend v. Chr. von einer Rinder und Ziegen züchtenden sesshaften Bevölkerung mit Anfängen von Ackerbau besiedelt war. Auf Felsformationen sind unzählige Felsmalereien aus berberischer vorchristlicher Zeit bis nach dem Beginn der Islamisierung im 10. Jahrhundert erhalten. Tidjikja wurde um 1680 von den Idaw ʿAli gegründet, einem Berberstamm aus der Region Adrar, der dort gewaltsam vertrieben worden und nach Süden in den Tagant ausgewandert war. Einen knappen Bericht über die Siedlungsgründung bietet Aḥmad ʾl-Amīn aš-Šingīṭī in seinem 1911 in Kairo erschienenen Buch Al-Wasīṭ fi tarāǧim udabāʾ Šingīṭ…: Unter den Auswanderern befand sich demnach ein blinder frommer Mann, der an zwei Oueds, an der die Gruppe zu lagern beabsichtigte, mit seiner Nase an der Erde roch, um daraufhin zu verkünden, dass diese Plätze ungeeignet seien. Erst als sie in Tidjikja angekommen waren, erklärte der verehrte Mann das Land für gesegnet und forderte die Seinen auf, sich niederzulassen. Also begannen sie Bäume zu fällen und das Dickicht zu roden. Für diese Tätigkeit und zum Bau der Steinhäuser hätten die Idaw ʿAli einen lokalen Stamm angeheuert, den sie jedes Jahr mit Datteln ausbezahlten (zumindest bis zum Jahr 1897, als der Verfasser die Region verließ).

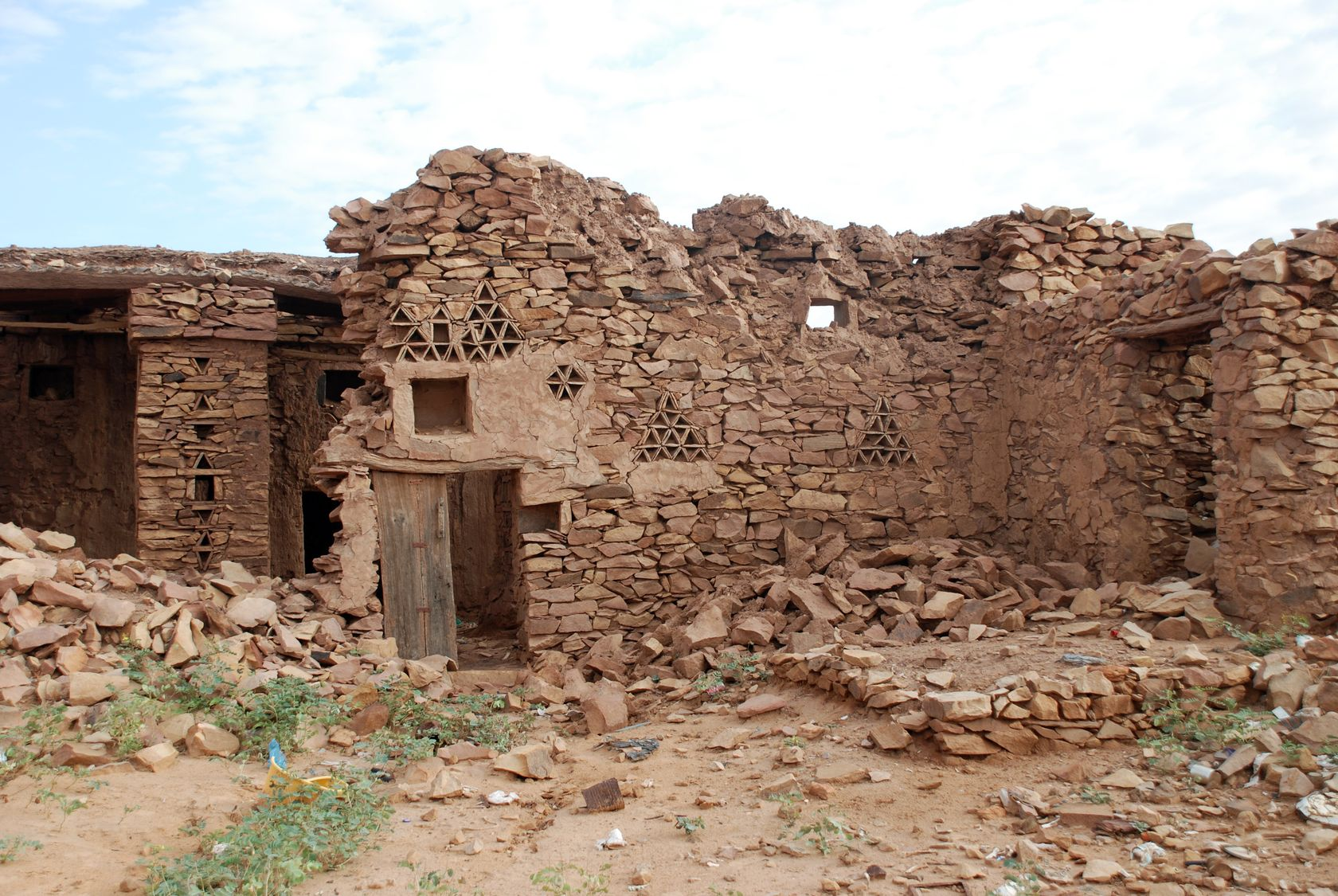
Reste der einst für den Tagant typischen Wanddekorationen

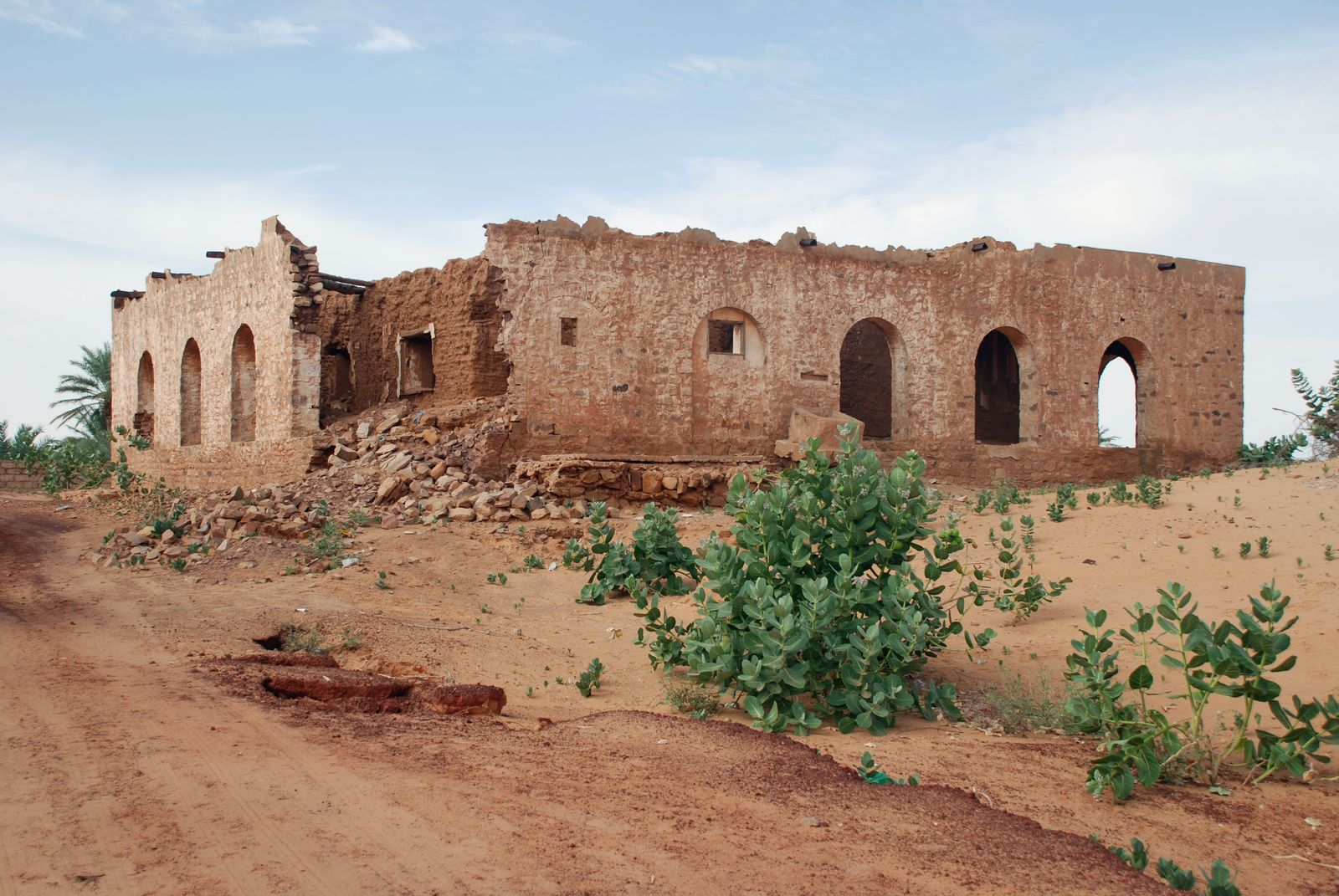
Kolonialgebäude aus französischer Zeit mit umlaufenden Arkaden, die von einem Flachdach mit Palmstämmen überdeckt waren. Im Vordergrund Calotropis procera

Die Dattelpalmenoase wuchs zu einer der größten Mauretaniens, der Ort dürfte ansonsten vom Handel zwischen dem marokkanischen Wadi Draa und der Sudanregion profitiert haben, ohne jedoch die Bedeutung der anderen Handelsorte zu erlangen. Er beherbergt eine kleine Sammlung alter islamischer Manuskripte. Mittelalterliche Zentren der islamischen Gelehrsamkeit, in denen größere Bibliotheken angelegt wurden, waren Chinguetti, Oualata und Tichitt.
Das französische Kolonialreich reichte um 1900 mit seiner Nordgrenze bis an den Senegalfluss. Der französische Militärführer Xavier Coppolani wurde 1902 mit dem Auftrag versehen, auf friedlichem Weg („pénétration pacifique“) das Territorium von Mauretanien in die Kolonialgebiete zu vereinnahmen. Im selben Jahr unterzeichnete er mit dem einflussreichen Marabout von Boutilimit einen Friedensvertrag und begann mit der Einrichtung kleiner Militärposten. Dem Vormarsch der Kolonialtruppen setzten in der Region Brakna Mauretanier unter der Führung des Emirs von Tagant, Bagār ibn Swaid Aḥmad ihren Widerstand entgegen. Er war der Anführer des Idawish-Stammes, dessen Kämpfer sich nach hohen Verlusten Richtung Norden zurückziehen mussten. Im April 1905 wurde der 97-Jährige von französischen Kugeln getroffen. Der Widerstand in Südmauretanien war damit gebrochen. In Tidjikja errichteten die Franzosen eines der ersten Militärlager. Dort wurde im Juni desselben Jahres Coppolani von Aufständischen getötet. Damit war die Phase der friedlichen Durchdringung beendet, der antikoloniale Widerstand begann sich zu verstärken und verlagerte sich in die nördliche Adrar-Region, wo sich das Zentrum von Scheich Ma el-Ainin befand, dessen Agenten für den Tod Coppolanis verantwortlich gemacht werden. Tidjikja wurde zum Hauptort des „cercle du Tagant“, der französischen Tagant-Region. Die erfolgreiche „Pazifizierung“ wurde 1920 offiziell verkündet und das Militärgebiet Mauretanien zur Kolonie erklärt.
1960 erhielt das Land die Unabhängigkeit, Tagant blieb auch danach eine rückständige Provinz. In den 1970er-Jahren wurden zahlreiche Nomaden der Region durch mehrere Dürrejahre in Folge zur Flucht aus der Wüste in die Kleinstädte oder in die weiter südlich gelegene Trockensavanne gezwungen, andere zogen in die Landeshauptstadt Nouakchott.

## Verkehr
Etwa 140 Kilometer östlich von Aleg zweigt von der Nationalstraße N3 im Ort Sangrave eine asphaltierte Nebenstraße nach Nordosten in Richtung Tidjikja ab. Hinter dem ehemaligen französischen Kolonialstützpunkt Moudjéria führt sie in Serpentinen über die felsige Abbruchkante eines Ausläufers des Tagant-Plateaus hinauf. Nbeīka ist das einzige größere Dorf auf der 140 Kilometer langen Strecke zwischen Moudjéria und Tidjikja. Von diesem Dorf aus geht es endgültig zur Hochebene hinauf. Die von Süden kommende Zufahrtsstraße führt in Tidjikja westlich des Ortskerns vorbei durch das Trockental des Oued Tidjikja und endet am nördlichen Siedlungsrand am Flughafen.
Vor dem Trockental zweigt am Stadion von Tidjikja eine frisch asphaltierte Piste nach Nordwesten ab über die Oase Aïn Sefra zur 270 Kilometer entfernt gelegenen Stadt Atar. Das im islamischen Mittelalter bedeutende Handelszentrum Tichitt liegt 207 Kilometer östlich von Tidjikja entlang einer Sandpiste, die unterhalb entlang der Abbruchkante des Tagant-Plateaus noch weiterführt in das 486 Kilometer entfernte Oualata.
Die asphaltierte Rollbahn des Flughafens Tidjikja ist 1600 Meter lang und 29 Meter breit. Es bestehen keine regelmäßigen Flugverbindungen.

## Sport
Der Fußballklub AS Armée Nationale ist in Tidjikja beheimatet.

## Söhne und Töchter der Stadt
- Mohamed Mahmoud Ould Louly (1943–2019), Politiker und Staatspräsident Mauretaniens
- Dimi Mint Abba (1958–2011), Sängerin und Ardin-Spielerin